# 계란빵
계란빵은 한국의 길거리 음식이다. 푹신한 타원형의 빵은 달달하며 반죽 안에 달걀이 통째로 들어가 있다. 원조는 1983년 인하대학교 후문 쪽에 위치한 계란빵집으로 알려져 있다.

## 조리
계란빵 기계는 반죽과 달걀을 붓는 수십 개의 타원형 홈이 있는 장치다. 반죽은 대개 밀가루, 베이킹 파우더, 우유, 달걀, 버터, 설탕, 소금, 바닐라 추출물을 배합하여 만든다. 각각의 홈에 달걀을 하나씩 깨넣으며, 계란빵은 노릇노릇한 갈색을 띌 때까지 조리된다. 일반적인 토핑은 잘게 썬 파슬리, 치즈, 깍뚝 썬 햄이다.

## 갤러리

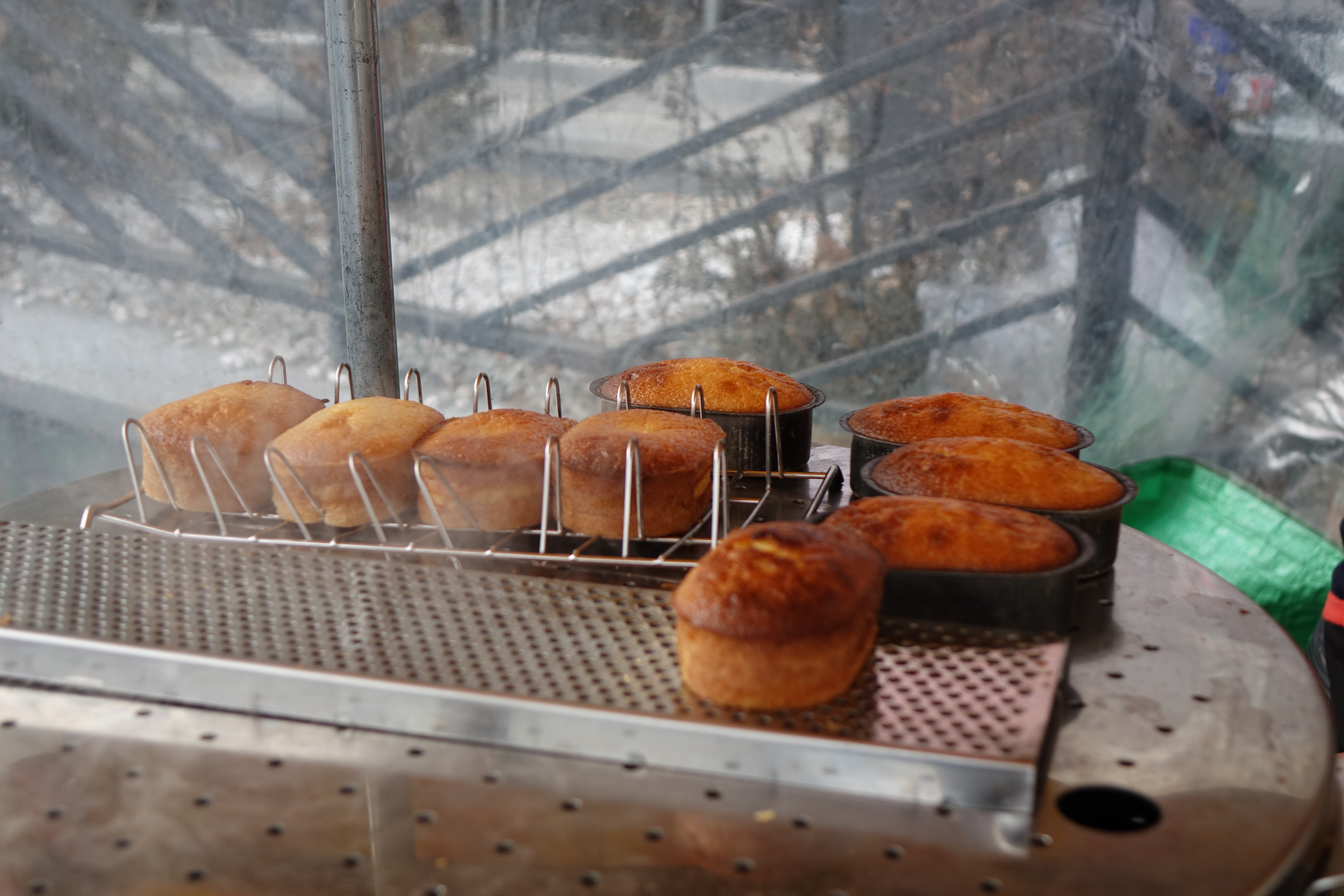
노점에서 파는 계란빵
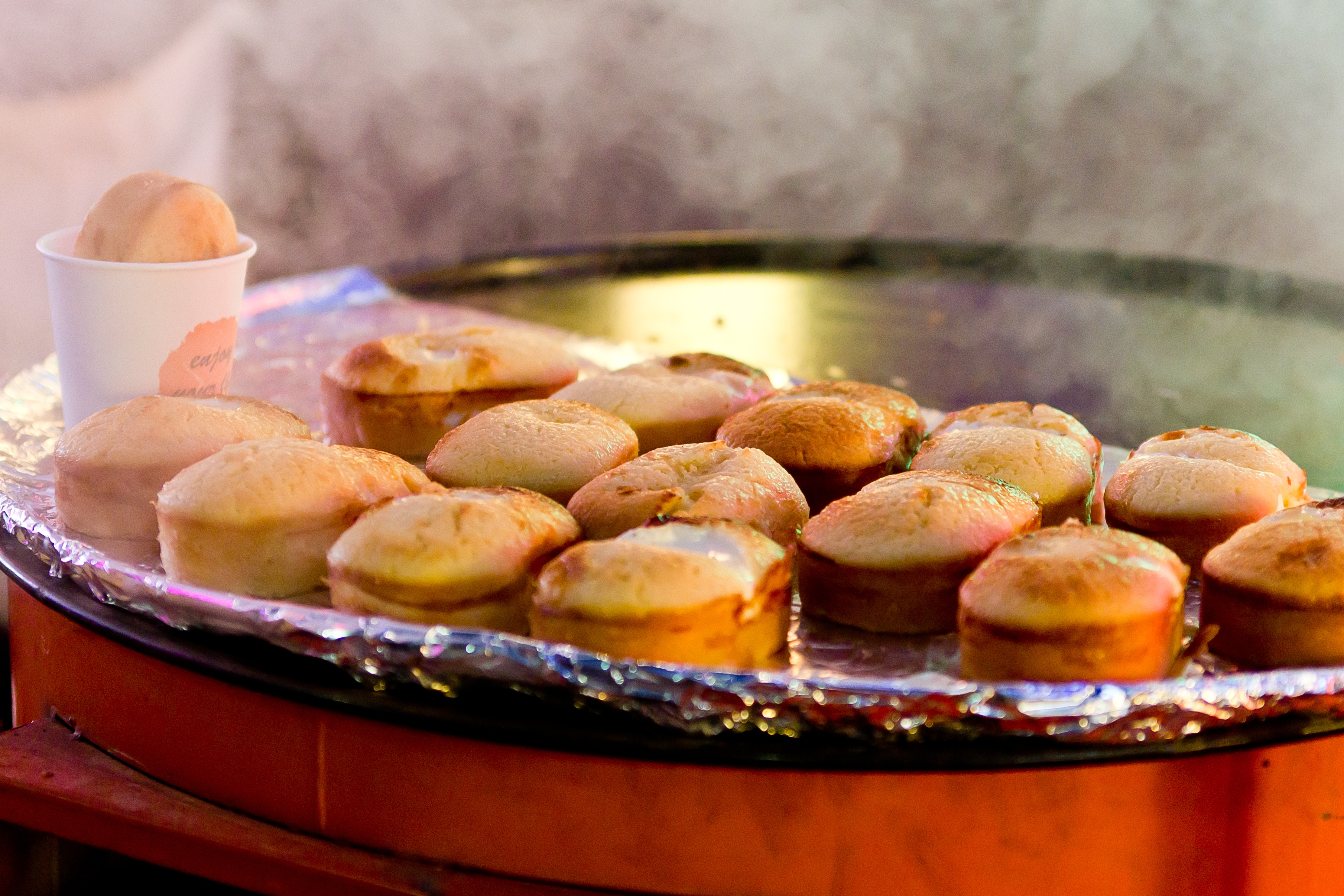
서울 길거리 음식으로 판매되는 계란빵
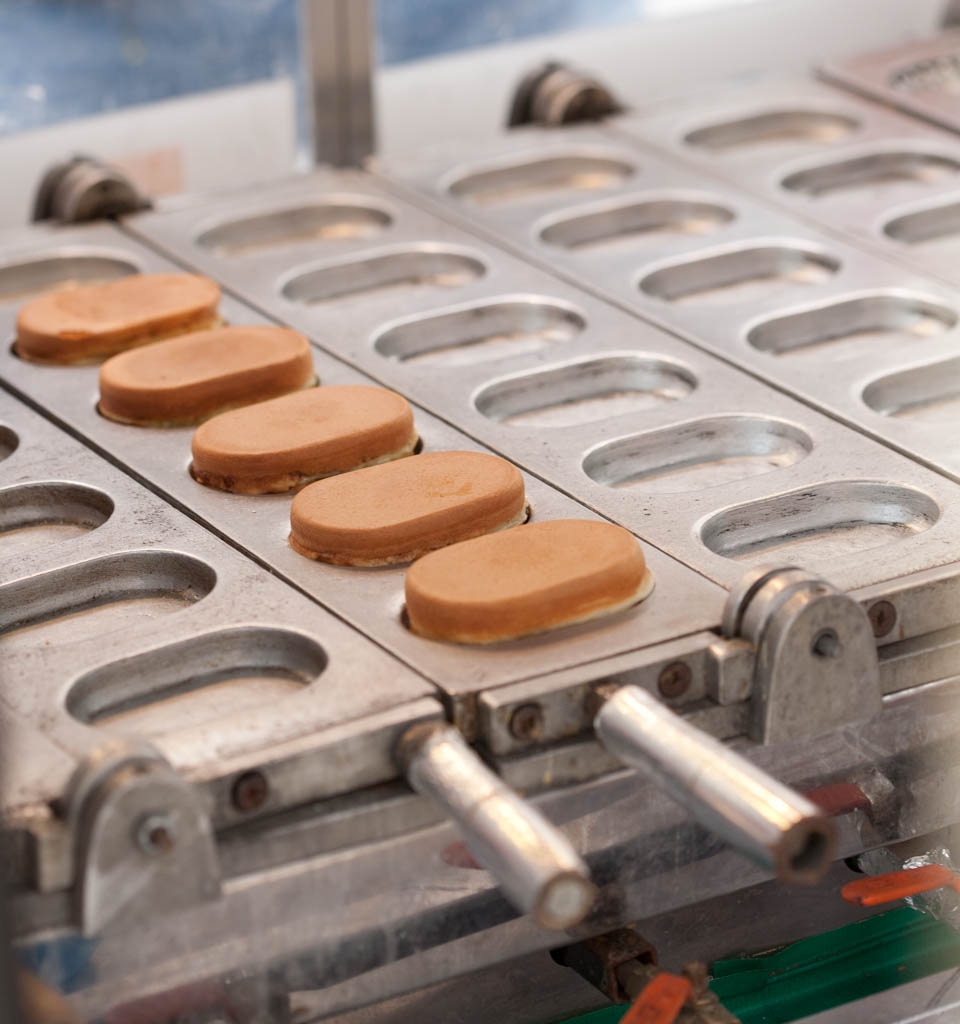
계란빵을 준비하는 모습

## 같이 보기
- 풀빵
- 호떡
- 붕어빵
- 국화빵
- 한국 음식의 목록